# George Hannah (cầu thủ bóng đá, sinh năm 1914)
George Lamb Hannah (25 tháng 9 năm 1914 – 1977) là một cầu thủ bóng đá người Anh.

## Sự nghiệp thi đấu
Hannah thi đấu cho Washington Colliery và Derby County, trước khi gia nhập Port Vale vào tháng 6 năm 1938. Ông thường được ra sân trong mùa giải 1938-39, nhưng lại mất vị trí vào tháng 10 năm 1939. Ông làm khách mời cho Nottingham Forest và Mansfield Town trong chiến tranh, trở lại The Old Recreation Ground vào tháng 8 năm 1944 khi Port Vale thi đấu trở lại. Tuy nhiên, ông không thể có chỗ đứng trong đội chính, và ông rời khỏi câu lạc bộ vào mùa hè 1946.

## Thống kê
Nguồn:
| Câu lạc bộ | Mùa giải | Hạng đấu             | Giải vô địch | Giải vô địch | Cúp FA | Cúp FA | Khác | Khác | Tổng | Tổng |
| Câu lạc bộ | Mùa giải | Hạng đấu             | Trận         | Bàn          | Trận   | Bàn    | Trận | Bàn  | Trận | Bàn  |
| ---------- | -------- | -------------------- | ------------ | ------------ | ------ | ------ | ---- | ---- | ---- | ---- |
| Port Vale  | 1938–39  | Third Division South | 42           | 0            | 2      | 0      | 4    | 0    | 48   | 0    |
| Port Vale  | 1939–40  | –                    | 0            | 0            | 0      | 0      | 2    | 0    | 2    | 0    |
| Port Vale  | Tổng     | Tổng                 | 42           | 0            | 2      | 0      | 6    | 0    | 50   | 0    |